# Team Novo Nordisk/Saison 2016
Diese Liste beschreibt die Mannschaft und die Erfolge des Radsportteams Team Novo Nordisk in der Saison 2016.

## Zugänge – Abgänge
| Zugänge          | Team 2015 | Abgänge            | Team 2016        |
| ---------------- | --------- | ------------------ | ---------------- |
| Brian Kamstra    | Neoprofi  | Simon Strobel      | Laufbahn beendet |
| Mehdi Benhamouda | Neoprofi  | Thomas Raeymaekers | Laufbahn beendet |

## Mannschaft
| Teamkader 2016                                   | Teamkader 2016     | Teamkader 2016     | Teamkader 2016                       |
| Name                                             | Geburtsdatum       | Land               | Vorheriges Team                      |
| ------------------------------------------------ | ------------------ | ------------------ | ------------------------------------ |
| Scott Ambrose (1. Jan.–31. Jul.)                 | 23. Januar 1995    | Neuseeland         |                                      |
| Mehdi Benhamouda                                 | 2. Januar 1995     | Frankreich         | Team Novo Nordisk Development (2015) |
| Corentin Cherhal                                 | 19. Januar 1994    | Frankreich         | Team Novo Nordisk Development (2014) |
| Stephen Clancy                                   | 19. Juli 1992      | Irland             |                                      |
| Ruud Cremers                                     | 3. Januar 1992     | Niederlande        | Team Novo Nordisk Development (2013) |
| Gerd de Keijzer                                  | 18. Januar 1994    | Niederlande        |                                      |
| Kevin De Mesmaeker                               | 24. Juli 1991      | Belgien            |                                      |
| Benjamin Dilley (1. Jan.–31. Jul.)               | 18. September 1991 | Vereinigte Staaten | Team Novo Nordisk Development (2013) |
| James Glasspool                                  | 8. Juni 1991       | Australien         | Team Novo Nordisk Development (2014) |
| Joonas Henttala                                  | 17. September 1991 | Finnland           |                                      |
| Brian Kamstra                                    | 5. Juli 1993       | Niederlande        |                                      |
| Nicolas Lefrançois                               | 27. April 1987     | Frankreich         |                                      |
| David Lozano                                     | 21. Dezember 1988  | Spanien            |                                      |
| Javier Mejías                                    | 30. September 1983 | Spanien            | Fuji-Servetto (2009)                 |
| Andrea Peron                                     | 28. Oktober 1988   | Italien            |                                      |
| Charles Planet                                   | 30. Oktober 1993   | Frankreich         |                                      |
| Martijn Verschoor                                | 4. Mai 1985        | Niederlande        | KrolStonE Continental Team (2008)    |
| Christopher Williams                             | 10. November 1981  | Australien         |                                      |
| Quentin Valognes (1. Aug.–31. Dez., Stagiaire)   | 19. Juni 1996      | Frankreich         | Team Novo Nordisk Development (2016) |
| Rik van IJzendoorn (1. Aug.–31. Dez., Stagiaire) | 22. August 1987    | Niederlande        |                                      |
|                                                  |                    |                    |                                      |
| Quellen: ProCyclingStats Cycling Archives        |                    |                    |                                      |

Anmerkung: Scott Ambrose